# 1734 en littérature
| Années de la littérature : 1731 - 1732 - 1733 - 1734 - 1735 - 1736 - 1737    |
| Décennies de la littérature : 1700 - 1710 - 1720 - 1730 - 1740 - 1750 - 1760 |

Cet article présente les faits marquants de l'année 1734 en littérature.

## Événements
- Janvier - avril  : parution de onze numéros d’hebdomadaireLe Cabinet du philosophe, de Marivaux[1].
- 10 juin : les Lettres philosophiques sont condamnées par arrêt du parlement de Paris à être lacérées et brûlées par le bourreau. Voltaire traduit et remanie les Lettres anglaises pour les augmenter : elles sont publiées de nouveau, sous le titre de Lettres philosophiques, et difffusé en France à partir d'avril[2]. Le livre, véritable manifeste des lumières, est interdit pour ses idées réputées dangereuses. Voltaire brave l’interdiction. Menacé d’être arrêté, il doit s’exiler en Lorraine, à Cirey, chez son amie Madame du Châtelet[3].

- Fondation de la Société des Dilettanti à Londres (ou décembre 1733)[4].

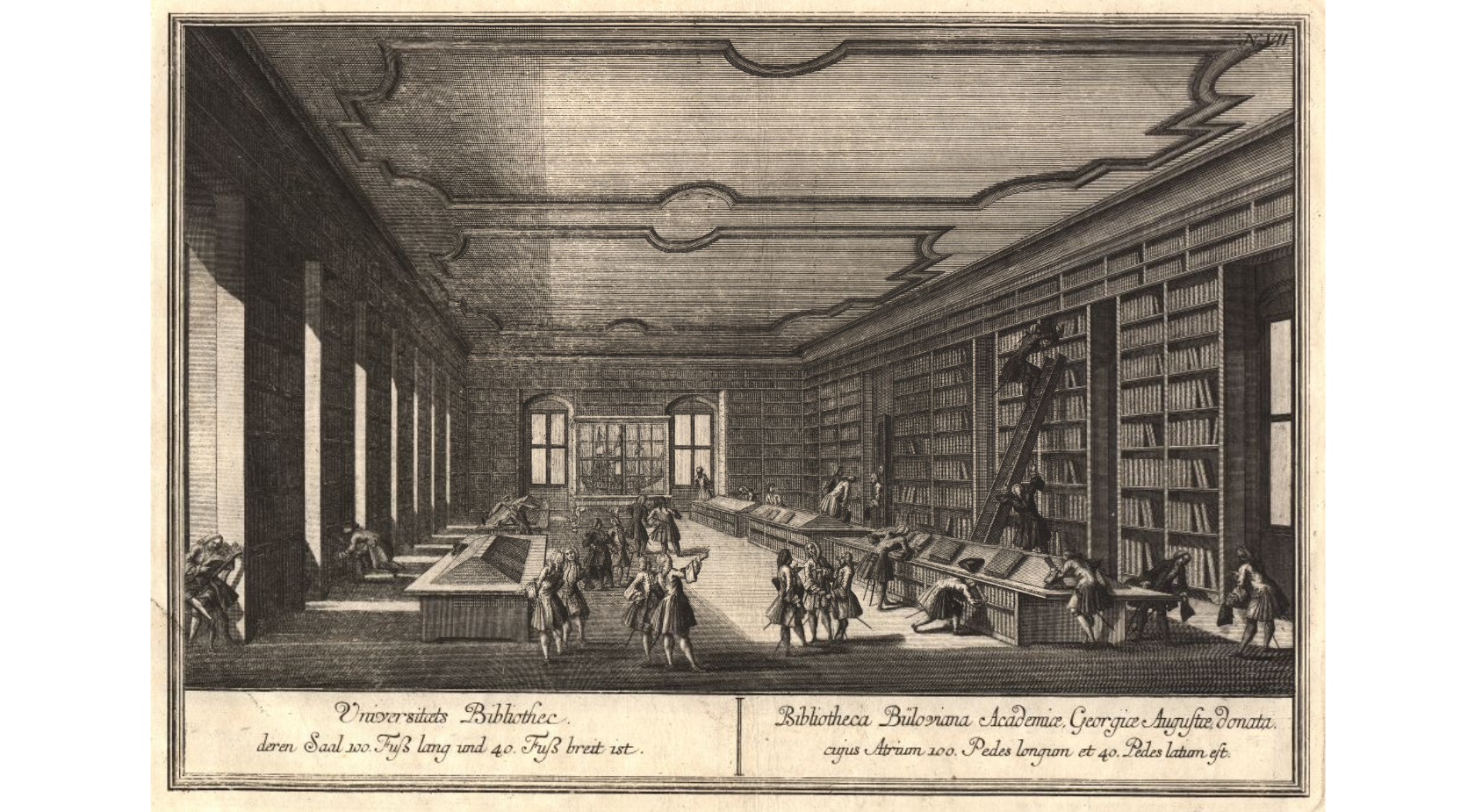
Bibliotheca Buloviana, 1747.

- Ouverture de la Bibliotheca Buloviana, future Bibliothèque d'État et universitaire de Basse-Saxe à Göttingen, dirigée successivement par Johann Matthias Gesner (1734-1761), Johann David Michaelis (1761-1767) et Christian Gottlob Heyne (1767-1802)[5],[6].

## Parutions
- 24 janvier : quatrième et dernier épitre anonyme du poème d'Alexander Pope An Essay on Man[7].

- 1734-1737 et 1754 : Éditions Perrin des Lettres de Madame de Sévigné, premières éditions officielles des lettres de Madame de Sévigné[8].

- Montesquieu, Considérations sur les causes de la grandeur des Romains et de leur décadence, Amsterdam, Jaques Desbordes, 1734 (présentation en ligne), sans nom d'auteur, première édition. Pierre Michel Huart obtient un privilège du roi le 14 juillet pour publier l'ouvrage.
- Voltaire, Lettres philosophiques, Rouen, Jore, 1734 (présentation en ligne).

- Christian Wolff, Psychologia naturalis, Francfort et Leipzig, Officina libraria Rengeriana, 1734 (présentation en ligne).
- Emanuel Swedenborg, Opera philosophica et mineralis, Dresden & Leipzig, Frideich Henkel, 1734 (présentation en ligne), « Œuvres philosophiques et minérales », en trois volumes.

### Fictions
- Marivaux, Le Paysan parvenu, Paris, Chez Prault père, 1734 (présentation en ligne), roman qui parait en cinq tomes de mai 1734 à avril 1735.
- Tanzaï et Neardané : histoire japonoise, Pékin, Lou-Chou-Chu-La, 1734 (présentation en ligne), conte licencieux de Crébillon fils, qui lui vaut un emprisonnement de cinq jours au  Château de Vincennes par ses allusions au cardinal de Rohan[9].

- Jean-Baptiste Gresset, Vert-Vert : poème en quatre chants, La Haye, Guillaume Niégeard, 1734 (présentation en ligne).

## Naissances
- Sakurada Jisuke I auteur japonais de théâtre kabuki, décédé en 1806